# Aarschotstraat

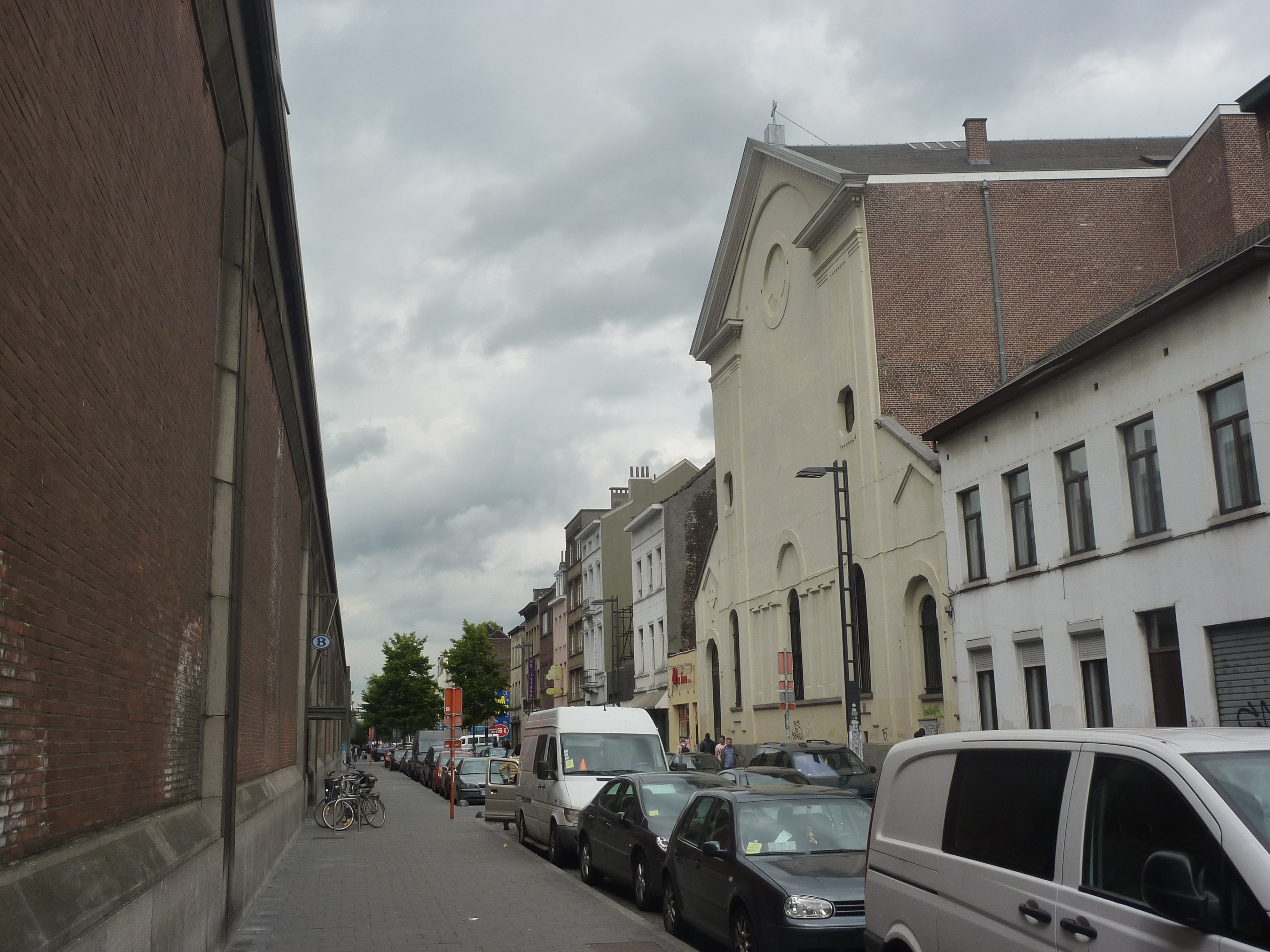
De Aarschotstraat

De Aarschotstraat (Frans: Rue d'Aerschot) is een straat achter het Noordstation in de Brabantwijk in de Brusselse gemeente Schaarbeek. Ze is maar aan een zijde bebouwd, met de spoorwegberm aan de overkant.
De straat is bekend vanwege raamprostitutie, wat vanuit de trein soms zichtbaar is. Ook in verschillende zijstraten vindt raamprostitutie plaats.

## Naam
De straat werd in 1840 als de Keulenstraat (Frans: Rue de Cologne) aangelegd.
In weerwil van haar naam loopt de straat niet in de richting van Aarschot, maar eerder loodrecht daarop. De naam uit 1919 is een symbolisch aandenken aan de stad waar de Duitsers in de Eerste Wereldoorlog lelijk tekeer gingen. Alle naar Duitsland verwijzende straatnamen waren na de oorlog kandidaat voor omdoping, zo ook de Keulenstraat.
Op 19 juni 2019 besliste de gemeenteraad van Schaarbeek dat het deel van de Aarschotstraat tussen de Koninginnelaan en de Paleizenstraat, waar geen raamprostitutie is, vanaf 1 januari 2020 een andere naam krijgt. Dit deel krijgt opnieuw de naam Keulenstraat. Dit gebeurde op vraag van inwoners die niet met raamprostitutie in de rest van de straat geassocieerd wilden worden.